# Кракор північний
Кракор північний (Drymodes superciliaris) — вид горобцеподібних птахів родини тоутоваєвих (Petroicidae). Ендемік Австралії.

## Поширення
Північний кракор є ендеміком північноавстралійського півострова Кейп-Йорк.

## Таксономія
За результатами генетичного дослідження підвиди північного кракора, які мешкали на острові Нова Гвінея були виділені в окремий вид Drymodes beccarii.
Імовірний підвид північного кракора D. s. colcloughi був описаний Грегорі Метьюсом в 1914 році за екземпляром, знайденим на Північній Території. Надалі жодних знахідок цього підвиду не відбувалося; можливо, цей підвид вимер. Таксон вважається спірним.